# Clubiona maysangarta
Clubiona maysangarta là một loài nhện trong họ Clubionidae.
Loài này thuộc chi Clubiona. Clubiona maysangarta được Alberto Barrion & James A. Litsinger miêu tả năm 1995.